# Boesingheliede
Pour les articles homonymes, voir Boesingheliede.
Boesingheliede est un hameau situé dans la commune néerlandaise de Haarlemmermeer dans la province de la Hollande-Septentrionale.
Boesingheliede est situé dans le nord du Haarlemmermeer,